# Jangle pop
Jangle pop é um gênero musical que enfatiza guitarras estridentes, harmoniosas e melodias que se entrelaçam entre o rock e o pop. O som de guitarra "jangly" é caracterizado por seu timbre limpo, agudo, brilhante e arpejado, frequentemente criado com guitarras elétricas de 12 cordas. O termo é geralmente aplicado a bandas alternativas do final dos anos 1970 e início dos anos 1980 que emergiram da cena pós-punk, frequentemente influenciadas por grupos e artistas dos anos 1960, como The Byrds, The Velvet Underground e Bob Dylan. Atos notáveis incluem Big Star, R.E.M, The Wedding Present e The Smiths.
O termo originou-se da canção "Mr. Tambourine Man" de Bob Dylan, cuja versão cover dos The Byrds de 1965 tornou-se considerada uma das primeiras obras do gênero. Os Byrds foram a primeira banda famosa deste gênero, cuja característica marcante das suas músicas era a utilização da guitarra de doze cordas. Desde a década de 1960, o jangle pop cruzou com vários gêneros, incluindo folk rock, college rock, power pop, psicodelia, pós-punk, new wave, indie e lo-fi.
O gênero também já foi associado a bandas com base nos arpejos de guitarra da década de 1960 e ao estilo indie, sendo também comum associações com o folk rock, rock alternativo e o indie pop dos anos 1980. Os críticos de música geralmente usam o termo para sugerir um pop de guitarra com arpejos estridentes, harmoniosos e sensíveis. Na década de 1980, as bandas mais proeminentes do início do indie rock e rock alternativo eram, em sua maioria, grupos de jangle pop. Embora se usasse o termo "pop", muitas das bandas do gênero não eram tão populares ou comerciais e tendiam a ser introvertidas, sendo que muitas delas abordavam uma sonoridade melancólica e letras poéticas.

## Origem do termo e características

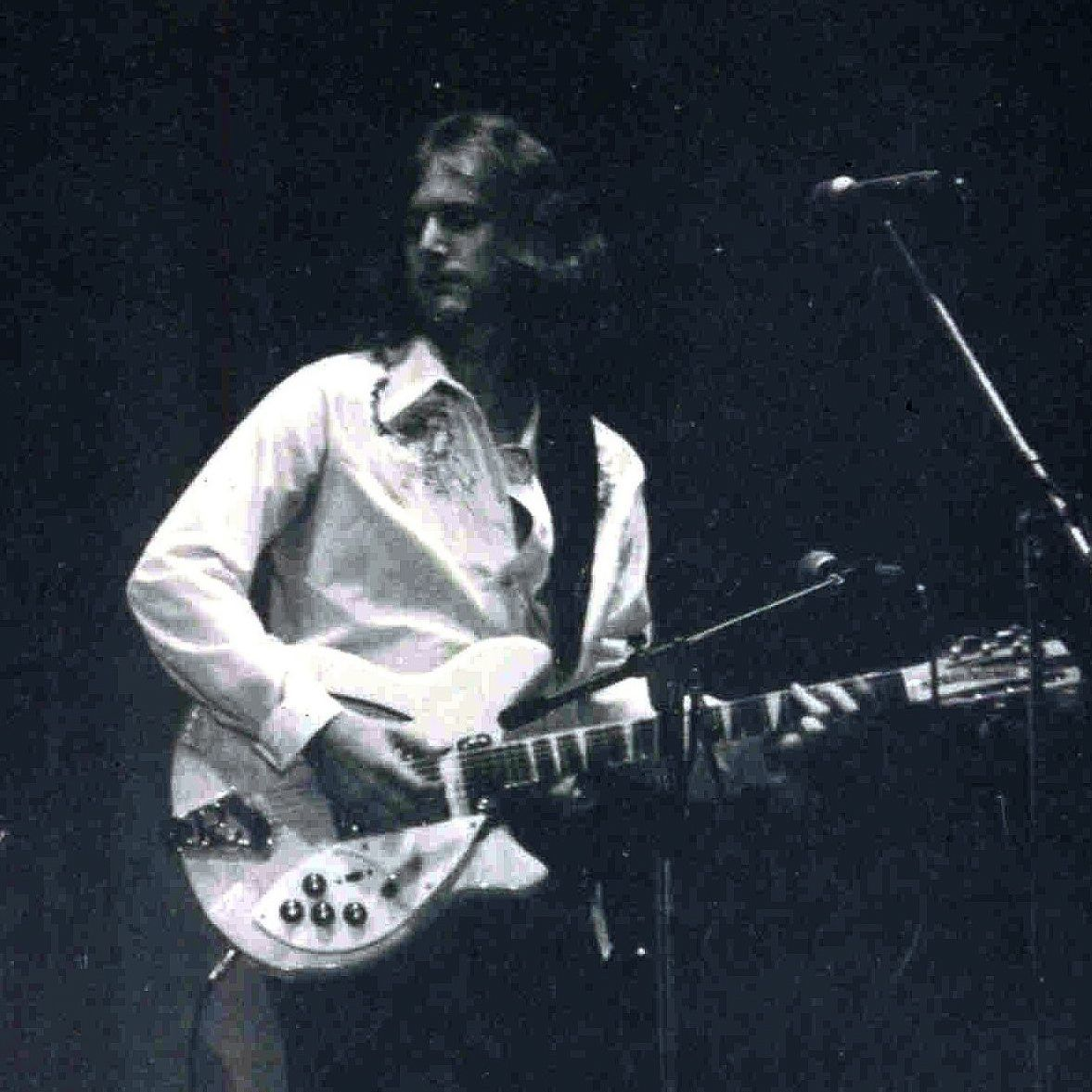
Roger McGuinn dos The Byrds tocando sua guitarra de 12 cordas, 1972.

O termo "jangle" originou-se da letra "na manhã do jingle-jangle, irei segui-lo" da versão de 1965 dos The Byrds de "Mr. Tambourine Man" de Bob Dylan, que foi sustentada pelo som de um violão elétrico de 12 cordas. De acordo com o acadêmico/músico Matthew Bannister, o termo "implica uma abordagem mais pop e mainstream", fortemente ligada ao "pop puro e indie". Ele escreve:
O jangle pode ser entendido como uma subespécie do drone: som de guitarras agudos e relativamente limpos (sem distorção) tocado (geralmente) em um estilo de acordes: dedilhado ou arpeggiado (tocando cada corda em um acorde separadamente), mas geralmente repetindo notas (pedal) sobre o topo de uma sequência de acordes. Os pedais são normalmente cordas abertas que também ressoam tons... Esse estilo foi fortemente identificado com as bandas de guitarra dos anos 1960, especialmente os Byrds [e desde então] caracterizaram o som de artistas como R.E.M. e The Smiths...

## Reavivamento
O início dos anos 1980 assistiu o renascer deste género musical com bandas como R.E.M., The Pretenders, The Smiths, The Connells, The Beat Farmers e The Wedding Present. As letras das músicas eram críticas, românticas ou melancólicas.
O jangle pop teve o seu período mais marcante entre 1984 e 1987 e serviu de força impulsionadora ao rock alternativo. No entanto, no final desta década, eram muitas as bandas que adotaram este som, provocando a decadência do mesmo. De todas, apenas o R.E.M. conseguiu sobreviver com êxito até 2011.